# F(x)
f(x)（朝: 에프엑스、エフエックス）は、韓国の4人組女性アイドルグループ。2009年9月5日に所属事務所のSMエンタテインメントからデビューした。グループ名 f(x) は数学の関数に由来し、x の値により結果が変わる関数 f(x) のように、メンバーの多様な才能と魅力により多彩な活動を広げるという意味が込められている。またfが花を意味する英語の「flower」、xが女性染色体のXを表している。独特の音楽性を持つ楽曲と奇抜なファッションが特徴。グループカラーはパールライトペリウィンクル(紫)。

## 来歴

### 2009年：デビュー

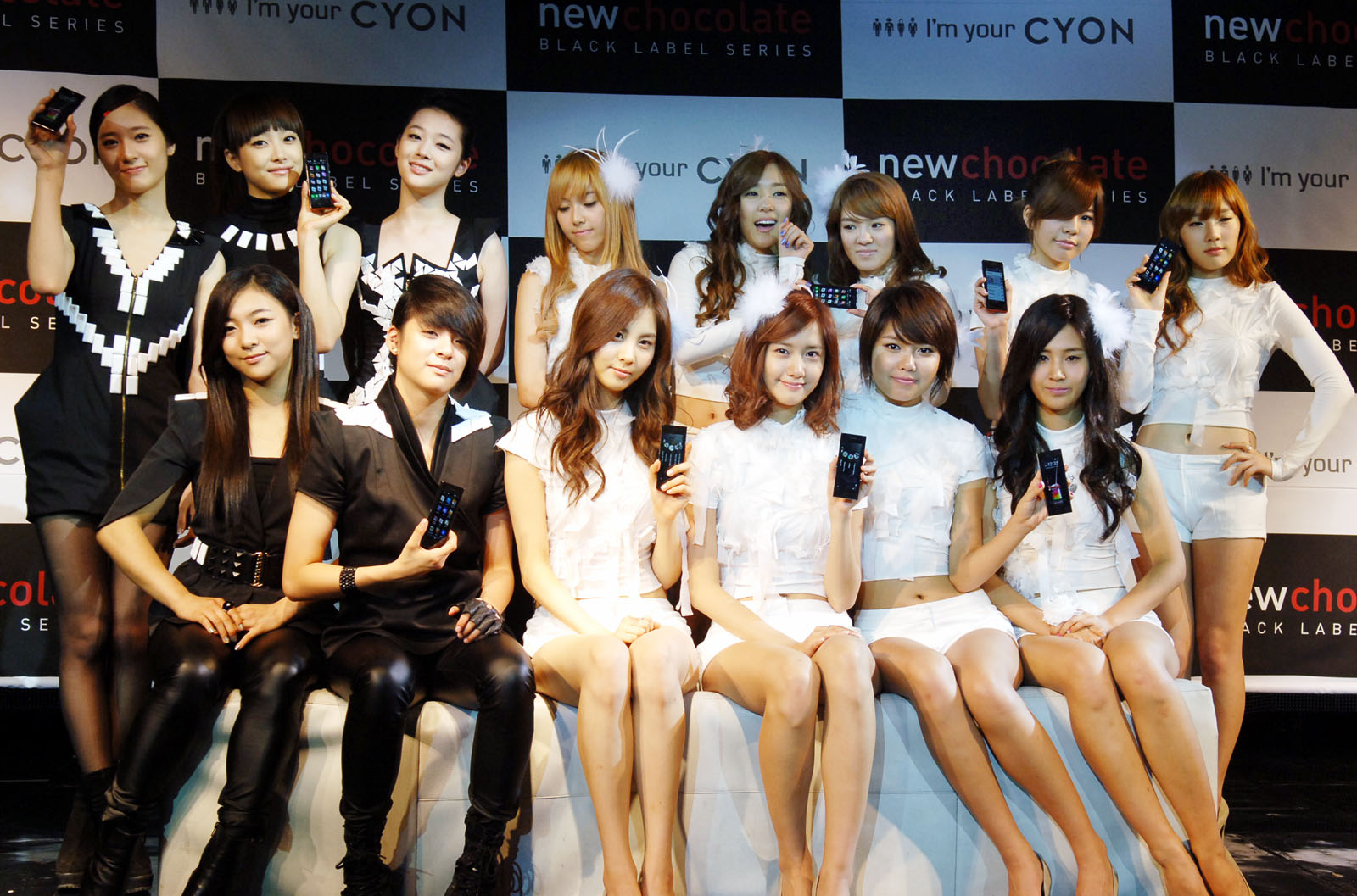

2009年9月1日に、デジタル・シングル「LA chA TA」を発売してデビュー。「LA chA TA」はガオン・デジタル総合チャートで117位を記録した。
10月には先輩グループである少女時代と共にLG電子の携帯電話のCMに起用され、デジタル・シングル「Chocolate Love」を発売。
10月20日にはビヨンセの来韓コンサートにゲスト出演した。
11月4日には初のシングル・アルバム『Chu～♡』を発売し、ガオンチャートで28位を記録。この時期にはクリスタル、ソルリ、エンバが新型インフルエンザにかかって活動をしばらく中断したが、11月30日の第17回大韓民国文化演芸大賞で新人賞を受賞し、活動を再開した。

### 2010年：『NU ABO』
2010年1月、フランス・カンヌにて国際音楽展示会に参加し、公演を行った。
5月3日、初のミニアルバム『NU ABO』を発売。いくつかのアルバム販売量集計チャート、デジタル音源チャートで週間1位を獲得し、ガオン・オンライン・ストリーミング・チャートでは5位を記録、2万7000枚を売り上げた。
この頃からメンバー個人での活動も始まった。クリスタルはMBCのドラマ「見るほど愛嬌満点」で女優デビューを果たした。ビクトリアは2PMのニックンと共にMBCのバラエティ「私たち結婚しました」に出演し、またKBSのバラエティ「青春不敗」にもレギュラー出演した。ソルリはSBSの音楽番組「SBS人気歌謡」にてMCを担当した。

### 2011年：『ピノキオ』『Hot Summer』
2011年4月20日、初のフルアルバム『ピノキオ』を発売。タイトル曲「ピノキオ (Danger)」はガオン・デジタル総合チャートで初の1位を獲得し、KBS「ミュージックバンク」、SBS「人気歌謡」といった音楽番組でも初の1位を獲得した。
6月14日にはリパッケージ・アルバム『Hot Summer』を発売。ドイツのポップ・グループMonroseの曲「Hot Summer」を朝鮮語でカバーした。『ピノキオ』は5万8000枚、『Hot Summer』は3万2000枚を売り上げ、総計9万枚の売り上げを記録した。

### 2012年：『Electric Shock』

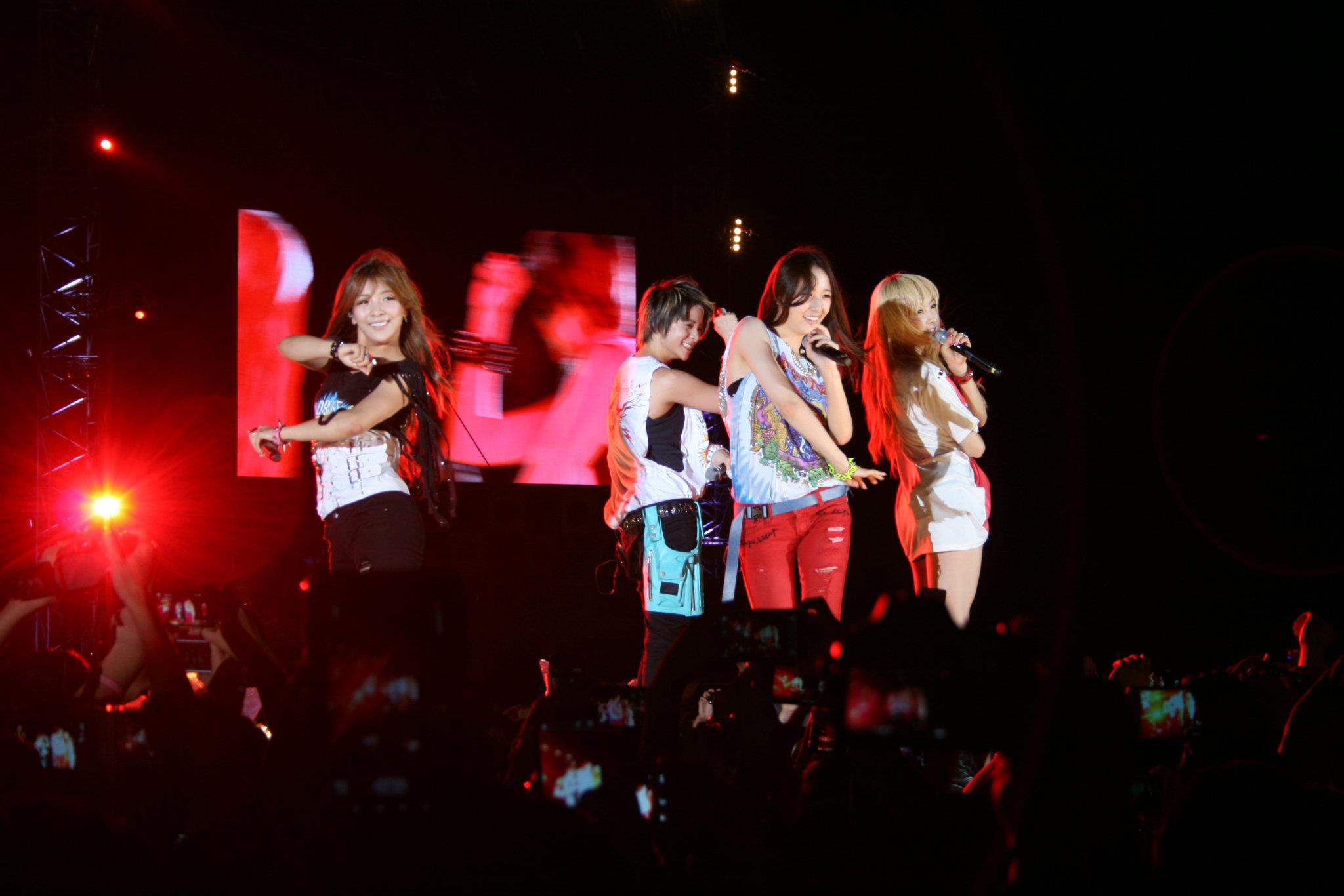
2012年7月12日、麗水エクスポにて公演中のf(x)。当時のメンバーであったソルリはドラマの撮影のため不参加。

2012年6月12日、2枚目のミニアルバム『Electric Shock』を発売。タイトル曲「Electric Shock｣は各種音楽配信サイトのリアルタイム、デイリー、週間チャートで軒並み1位を獲得して反響を呼んだ。米・カナダ iTunesのエレクトロニック・レコード・チャートでも1位を獲得し、YouTubeに公開されたミュージック・ビデオは公開から6日で1000万回再生を超えた。また、Mnet「M! Countdown｣での3週連続1位のトリプルクラウン達成を始めとして各種音楽番組で計9回の1位を獲得し、大きな成功を収めた。また2012年中に日本デビューが予定されていたが、中止となった。

### 2013年：『Pink Tape』
2013年7月、2枚目のフルアルバム『Pink Tape』を発売。タイトル曲「첫사랑니（初めての親知らず）」で活動。

### 2014年：『Red Light』
2014年7月、3枚目のフルアルバム『Red Light』を発売。発売前に発表された今までと全く異なったビジュアルで世間を驚かせた。7月25日にソルリが精神的肉体的疲労を理由に活動休止。同時にRed Lightカムバック活動終了。

### 2015年：『4 Walls』
2015年2月、メンバーのエンバがアルバム『Beautiful』でソロデビュー。タイトル曲「SHAKE THAT BRASS」で、少女時代のテヨンがフィーチャリングに参加。MVにはエンバの多数の友人が友情出演している。7月、日本初パッケージ作品である「SUMMER SPECIAL Pinocchio / Hot Summer」を発売。兵庫県西宮市にある大型ショッピングセンター阪急西宮ガーデンズにてリリースイベントが開催された。8月7日、所属事務所であるSMエンタテインメントからソルリの脱退が発表された。
8月29日、a-nationに出演。
10月27日に4人で初となる『4 Walls』を発売。
翌年1月にデビュー後初となる単独コンサートを開催すると発表。

### 2016年
2016年1月、単独コンサートを開催。会場はオリンピック公園のオリンピックホール。
2016年2月20日〜28日まで、韓国デビュー以来、初のJAPAN TOUR"f（x）the 1st concert DIMENSION 4-Docking Station in JAPAN "を東京、福岡、大阪、愛知で開催した。さらに11月2日、3日に横浜アリーナでアンコールコンサートを開催する予定。
11月2日に日本初オリジナルシングル「4 Walls / COWBOY」をリリース。

### 2019年
2019年9月1日、アンバーが、自身のInstagramを通じて、所属事務所であるSMエンタテインメントとの専属契約が終了となったことを発表した。9月5日、ルナの契約終了も発表された。
2019年10月14日午後3時21分頃、元メンバーのソルリが京畿道城南市寿井区にある自宅でマネージャーに遺体で発見された。享年25。

### 2020年
2020年8月、クリスタルとの専属契約が終了。

### 2021年
2021年4月、ビクトリアとの専属契約が終了し、これでメンバー全員がSMエンタテインメントから離れることとなった。
現在事実上の解散となっている。

## メンバー

### 現メンバー
詳細は各メンバーの個別ページを参照。
| 画像 | 名前                | ハングル表記 | ローマ字表記 | 生年月日（満年齢）     | 身長 | 体重 | 血液型 | 兄弟姉妹     | 出身地   | 担当                                 | 詳細                               |
| ---- | ------------------- | ------------ | ------------ | ---------------------- | ---- | ---- | ------ | ------------ | -------- | ------------------------------------ | ---------------------------------- |
|      | ビクトリア          | 빅토리아     | Victoria     | 1987年2月2日（38歳）   | 168  | 47   | A      | 一人っ子     | 中国     | リーダー メインダンサー サブボーカル | -                                  |
|      | アンバー （エンバ） | 엠버         | Amber        | 1992年9月18日（32歳）  | 165  | 56   | B      | 姉           | アメリカ | メインラッパー サブボーカル          | -                                  |
|      | ルナ                | 루나         | Luna         | 1993年8月12日（31歳）  | 160  | 44   | A      | 兄、双子の姉 | 韓国     | メインボーカル メインダンサー        | -                                  |
|      | クリスタル          | 크리스탈     | Krystal      | 1994年10月24日（30歳） | 165  | 48   | A      | 姉(ジェシカ) | アメリカ | センター リードボーカル ビジュアル   | 少女時代の元メンバージェシカの実妹 |

### 元メンバー
| 画像 | 名前   | ハングル表記 | ローマ字表記 | 生年月日（満年齢）    | 身長 | 体重 | 血液型 | 兄弟姉妹  | 出身地 | 担当                                 | 詳細               |
| ---- | ------ | ------------ | ------------ | --------------------- | ---- | ---- | ------ | --------- | ------ | ------------------------------------ | ------------------ |
|      | ソルリ | 설리         | Sulli        | 1994年3月29日(25歳没) | 170  | 56   | O      | 兄2人、弟 | 韓国   | サブラッパー サブボーカル ビジュアル | 2019年10月14日逝去 |

## 作品

### デジタルシングル
|     | タイトル                        | 発売日        | 備考                 |
| --- | ------------------------------- | ------------- | -------------------- |
| 1st | ラチャタ - "라차타" (LA chA TA) | 2009年9月1日  |                      |
| 2nd | Chocolate Love                  | 2009年10月8日 | LG電子のCMタイアップ |
| 3rd | All Mine                        | 2016年7月22日 | SM STATION Season 1  |

### シングルアルバム
|     | タイトル | 発売日        | 活動曲 |
| --- | -------- | ------------- | ------ |
| 1st | Chu〜♡   | 2009年11月9日 | Chu〜♡ |

### ミニアルバム
|     | タイトル       | 発売日        | 活動曲             |
| --- | -------------- | ------------- | ------------------ |
| 1st | NU ABO         | 2010年5月3日  | NU 예삐오 (NU ABO) |
| 2nd | Electric Shock | 2012年6月13日 | Electric Shock     |

### フルアルバム
|        | タイトル              | 発売日         | 活動曲                                          |
| ------ | --------------------- | -------------- | ----------------------------------------------- |
| 1st    | 피노키오（Pinocchio） | 2011年4月20日  | ピノキオ - "피노키오" (Danger)                  |
| 1st:Re | HOT SUMMER            | 2011年6月14日  | Hot Summer                                      |
| 2nd    | Pink Tape             | 2013年7月29日  | 初めての親知らず - "첫사랑니" (Rum Pum Pum Pum) |
| 3rd    | Red Light             | 2014年7月7日   | Red Light                                       |
| 4th    | 4 Walls               | 2015年10月27日 | 4 Walls                                         |

### 日本での作品

#### シングル
|     | タイトル                              | 発売日        |
| --- | ------------------------------------- | ------------- |
| 1st | SUMMER SPECIAL Pinocchio / Hot Summer | 2015年7月22日 |
| 2nd | 4 Walls/COWBOY                        | 2016年11月2日 |

1. ↑  「Re」＝「リパッケージアルバム」（装丁を変えたり新たな曲を追加して再発売するアルバム。）

### ミュージックビデオ
- LA chA TA (2009年)
- chocolate love (2009年)
- Chu～♡ (2009年)
- NU ABO (2010年)
- ピノキオ(Danger) (2011年)
- Hot Summer (2011年)
- Electric Shock (2012年)
- Hot Summer (Japanese ver.) (2012年)
- 初めての親知らず (Rum Pum Pum Pum) (2013年)
- Red Light（2014年）
- 4 Walls (2015年)

## 受賞歴
| 年     | 受賞内容 |
| ------ | --- |
| 2009年 | - 第17回大韓民国文化演芸大賞 - 新人賞 - Buzz Music Award - 新人賞 |
| 2010年 | - 第17回芸能芸術賞 - 新人歌手賞 - 第1回大韓民国愛の羽 - 大賞 - 第8回コリア・ライフスタイル・アワード - 今年のスタイルアイコン賞 - 第26回コリアベストドレッサー白鳥賞 - ベストドレッサー歌手部門 - Buzz Music Award - 今年のOST賞（사랑해 사랑해）       |
| 2011年 | - MTVxDAUM ミュージックペスト - Rising部門 - 第8回韓国大衆音楽賞 - ネズチンが選ぶ今年の音楽人グループ - 第5回Mnet 20's Choice Hot - トレンドミュージシャン賞 - 第5回Mnet 20's Choice Hot - ブルーカーペット・スター賞 - 第3回Melon Music Awards - TOP10 |
| 2012年 | - 第26回ゴールデンディスク賞 - 音盤部門 本賞 - 第19回大韓民国芸能芸術賞 - 女性グループ歌手賞 - Mnet Asian Music Awards - ベストダンスパフォーマンス女性グループ賞                                                                                       |
| 2013年 | - 第27回ゴールデンディスク賞 - デジタル音源部門本賞 - 第22回ソウル歌謡大賞 - 本賞 - 第10回韓国大衆音楽賞 - 最優秀ダンス＆エレクトリック賞 - 第5回Melon Music Awards - MBCミュージックスター賞                                                           |
| 2014年 | - 第28回ゴールデンディスク賞 - 音盤部門 本賞 - 第14回音楽風雲授賞式 - 海外優秀パフォーマンス賞 |
| 2015年 | - Mnet Asian Music Awards - Global Fans’ Choice 女性 |
| 2016年 | - 第30回ゴールデンディスク賞 - 音盤部門 本賞 - 第8回スタイルアイコンアジア - Awesome Wannabe賞 |